# Берегове (Беїмбета Майліна район)
Берегове́ (каз. Береговой) — село у складі району Беїмбета Майліна Костанайської області Казахстану. Адміністративний центр Калінінського сільського округу.
Населення — 1374 особи (2021; 1581 у 2009, 1450 у 1999, 1593 у 1989).